# Io (isola)
Io (in greco Ίος?, Ios), chiamata anche Nio dai suoi abitanti odierni, è un'isola meridionale delle Cicladi bagnata dal mare Egeo. Amministrativamente è un comune nella periferia dell'Egeo Meridionale (unità periferica di Santorini) con 2 030 abitanti al censimento 2011.

## Origine del nome
Secondo Plutarco si pensa che il nome derivi dall'antica parola greca per violette "Ία" (Ia) perché erano comunemente presenti sull'isola ed è l'etimologia più accettata. Altri dicono che il nome deriva dalla parola fenicia iion, che significa "mucchio di pietre".

## Storia
L’isola di Io vanta l’onore di aver dato i natali alla madre di Omero e, secondo la tradizione, il poeta sarebbe stato seppellito proprio in questi luoghi. Ios ha avuto un ruolo importante sulle strade marittime per Creta dalla preistoria e grazie al suo porto naturale sicuro. Il primo insediamento delle Cicladi sulla collina di Skarkos, così come i numerosi siti preistorici dell'isola, ci raccontano molto di questo periodo. Io era una città importante e forte in epoca classica ed ellenistica. Il suo declino iniziò con l'occupazione romana, quando fu usato come luogo di esilio, e continuò in epoca bizantina.
Sebbene Io non avesse una forte forza navale, fu una delle prime isole ad alzare la bandiera della rivoluzione quando la Guerra d'indipendenza greca iniziò nel 1821.

## Geografia
Io misura una superficie di circa 108 km² (l'isola misura circa 17 km in lunghezza e 7 km in larghezza) seppure gli abitanti (quasi 2000 durante l'anno) si concentrino quasi esclusivamente nel Villaggio (Chora), al Porto (Yalos o “Limani”) e, in maniera un po' più ridotta, a nella zona di Mylopotas. Il monte più alto è Pyrgos che misura 713 m di altezza.
Essendo un'isola sprovvista di aeroporto (il più vicino si trova a Santorini) l'unico modo per raggiungerla è via mare grazie ai traghetti che fanno scalo nel piccolo porto ricavato in una strategica insenatura dell'isola (sulla parte ovest dell'isola) che rende il mare in quella zona abbastanza calmo anche nei giorni di meltemi particolarmente forte.

## Il turismo
I turisti possono scegliere tra diverse tipologie di alloggio tipiche delle isole dell'Egeo. Si possono affittare anche camere o appartamenti o scegliere il campeggio. Il turismo marittimo è piuttosto sviluppato e l'isola offre moltissime spiagge come:
quella di Yalos (vicinissima al porto) e quella di Mylopotas. Spiagge un po' più difficili da raggiungere senza un mezzo di trasporto (autobus, scooter, quad) sono la spiaggia di Manganari, quella di Agia Teodoti (sulla costa est) e molte altre spiagge che si scoprono consultando la mappa (affissa anche in molte parti dell'isola).

## Curiosità

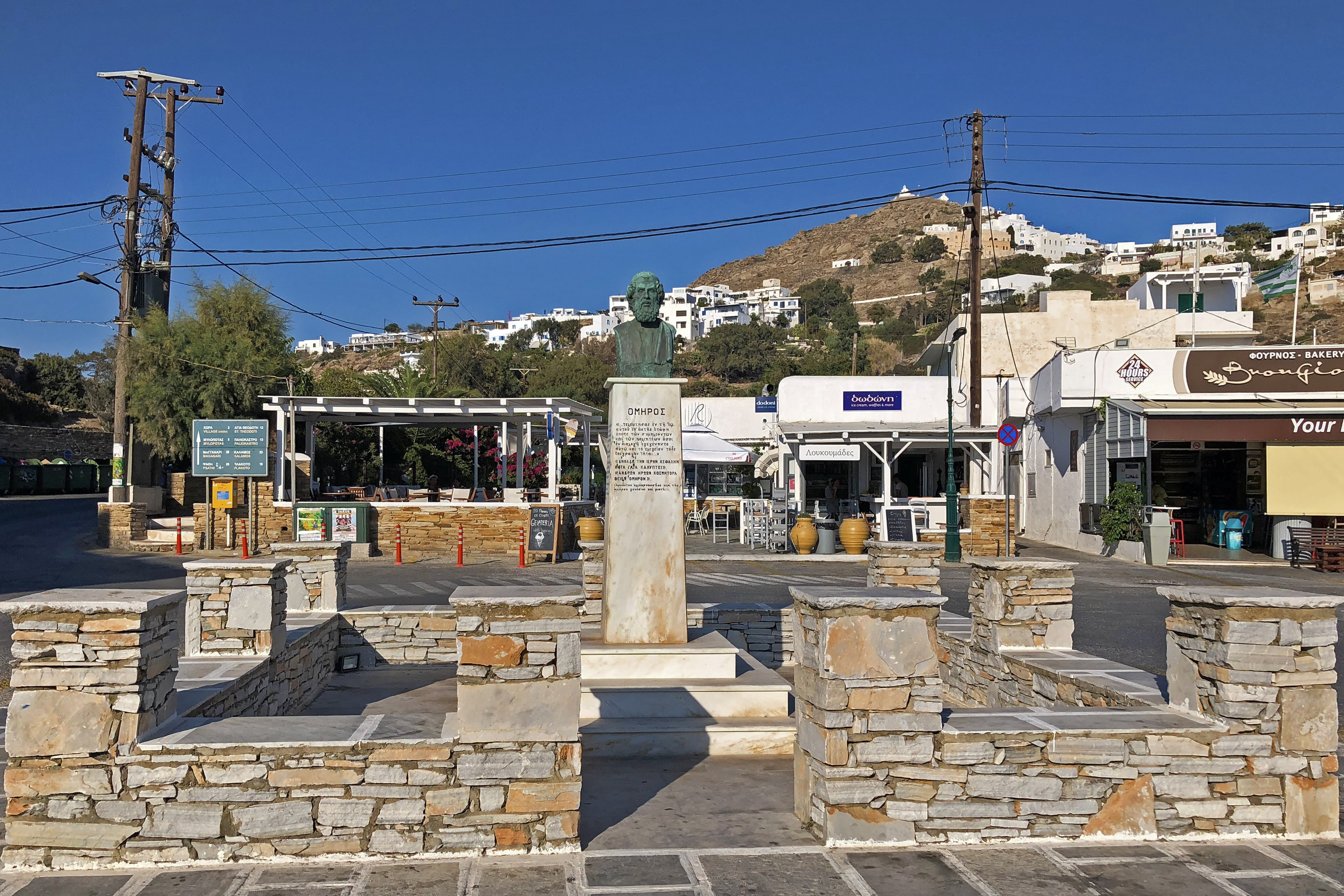
Busto di Omero al porto di Ios

- Nel nord dell'isola è possibile visitare la ipotetica tomba di Omero. Pausania ci dice che la morte del poeta fu causata da una malattia che lo aveva colpito mentre era in viaggio verso Atene.
- Nell'estate 2002 Daniele Luchetti girò a Ios il film intitolato Dillo con parole mie; il caso volle che nello stesso anno uscisse in Italia anche il film Le Grand Bleu, che Luc Besson aveva girato alla spiaggia di Manganari (sull'estremità meridionale dell'isola) già nel 1988.
- Viene citata da Diego Abatantuono nel film Marrakech Express di Gabriele Salvatores.

## Galleria d'immagini

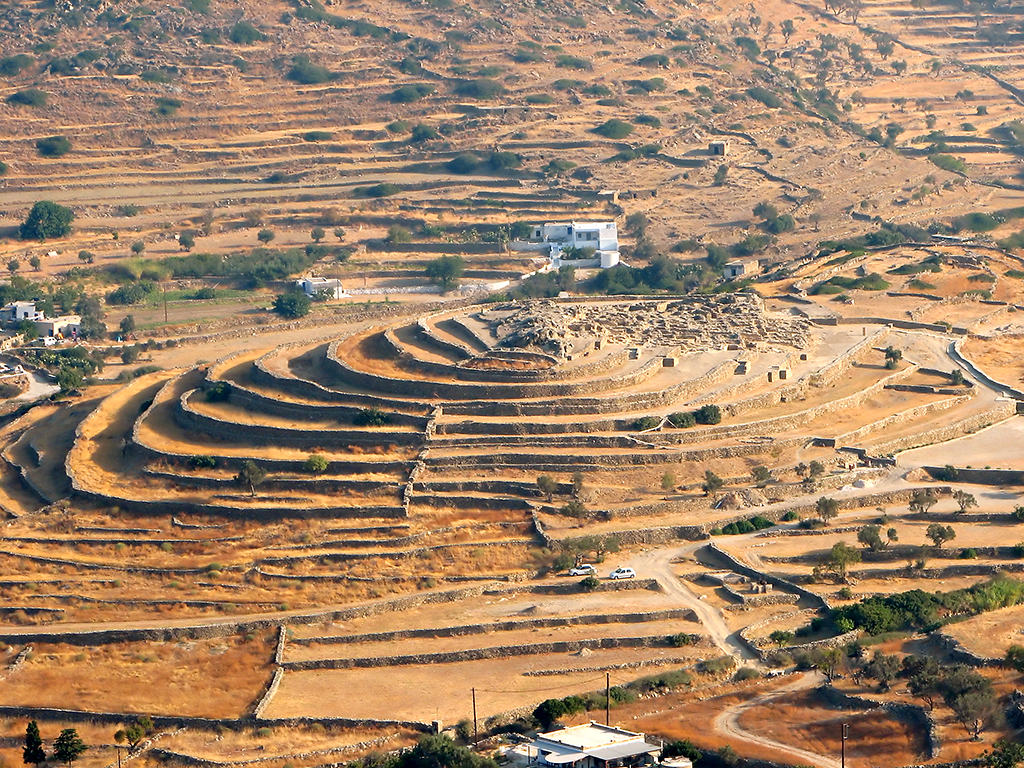
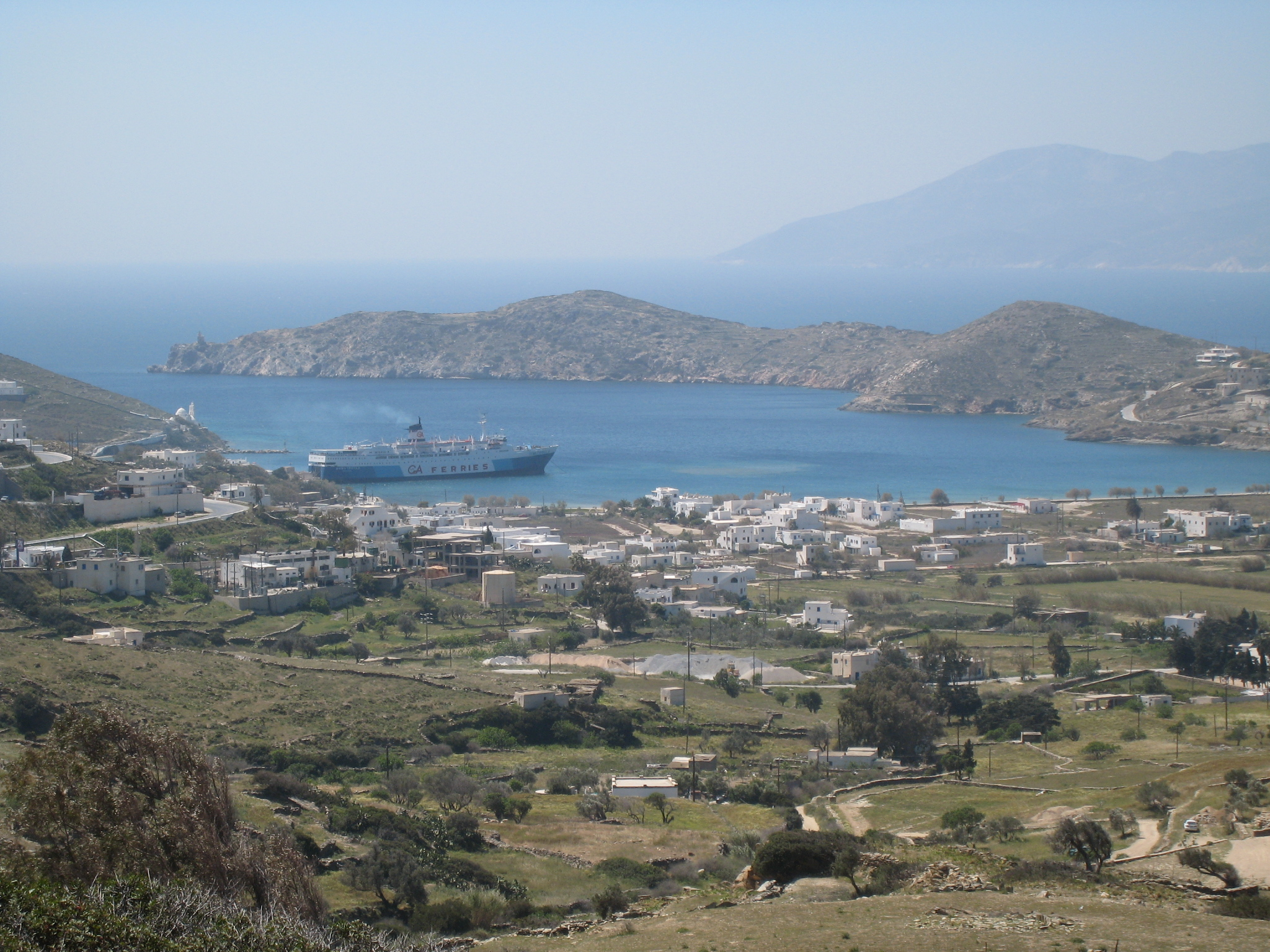
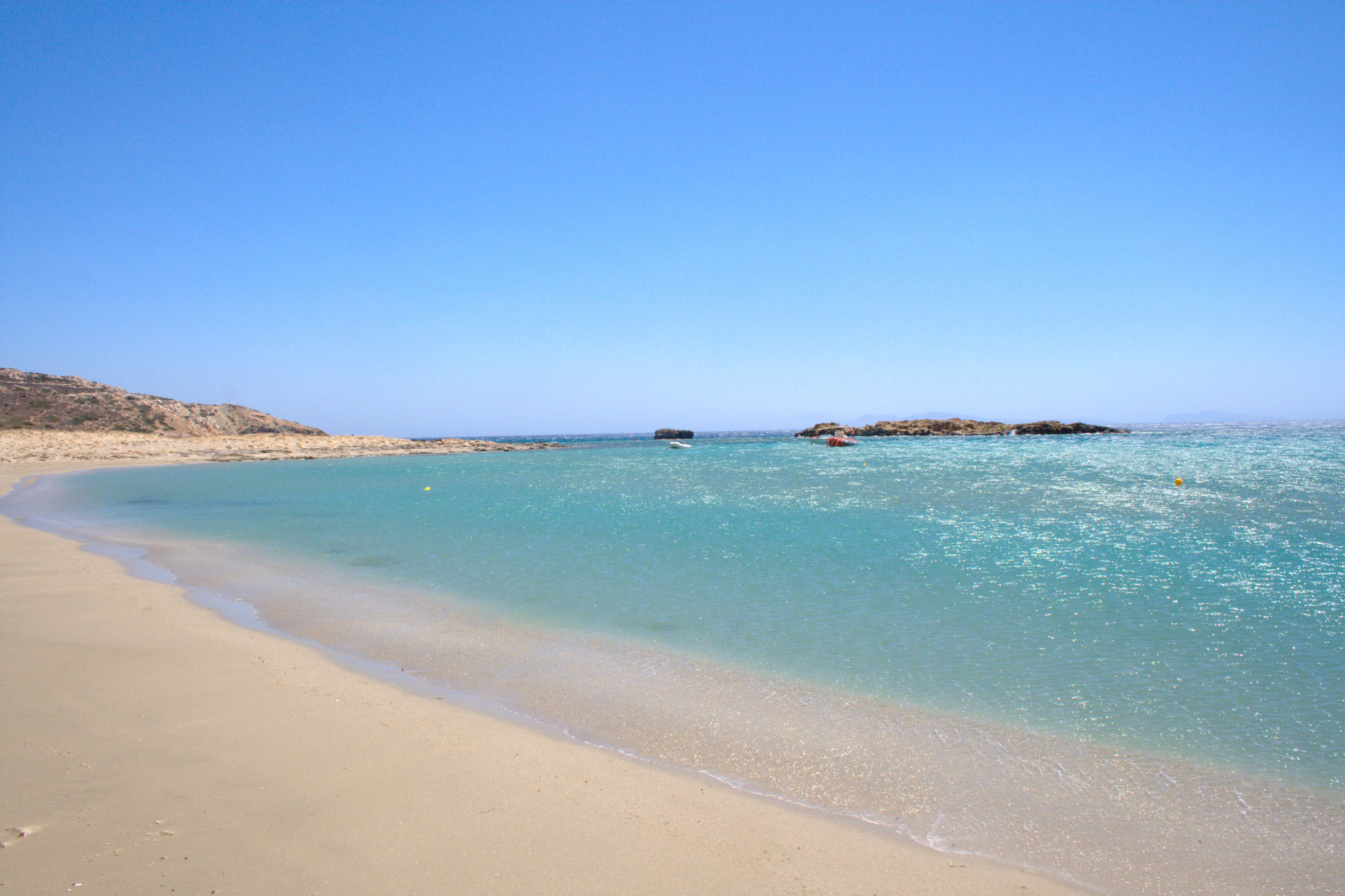
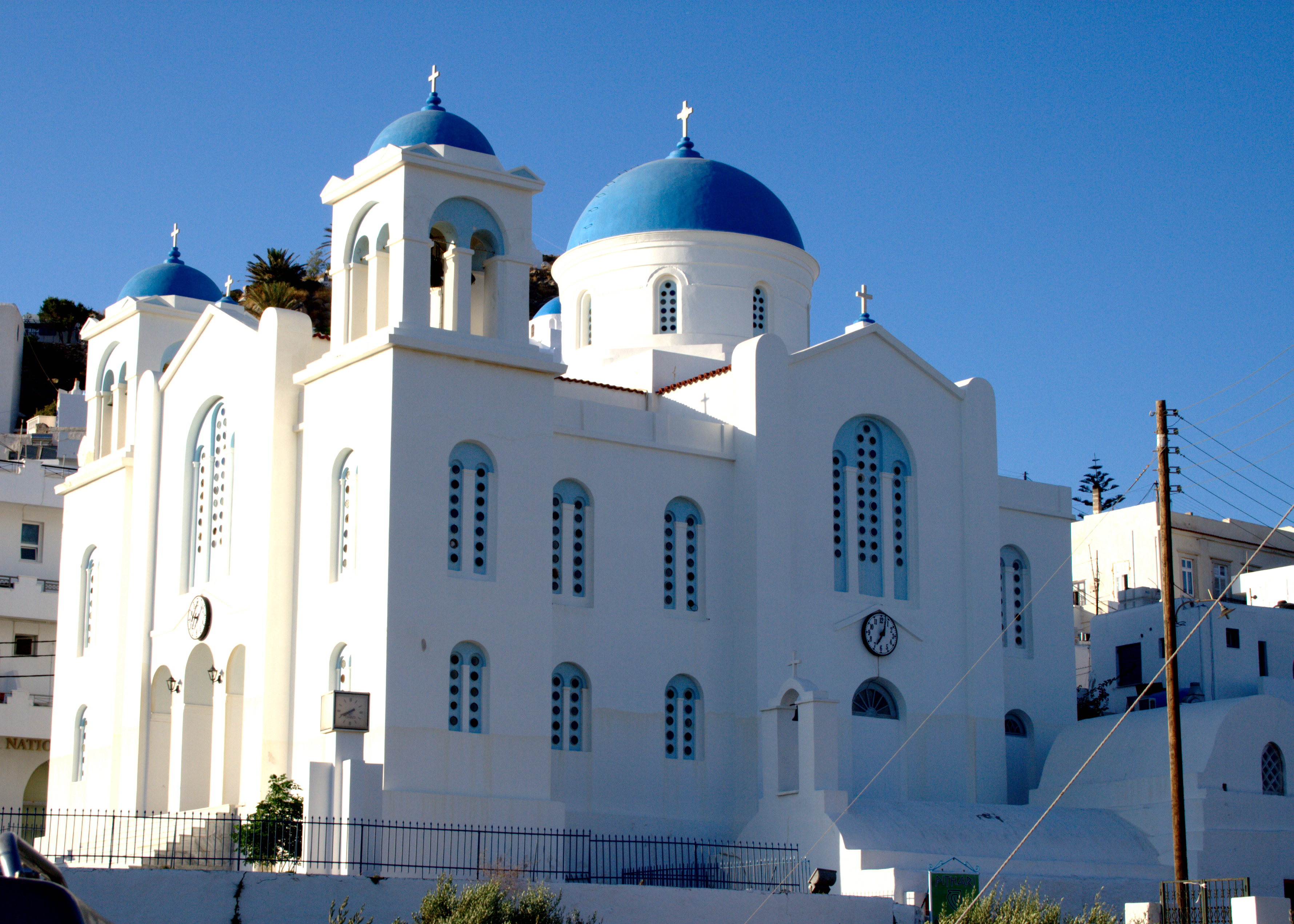
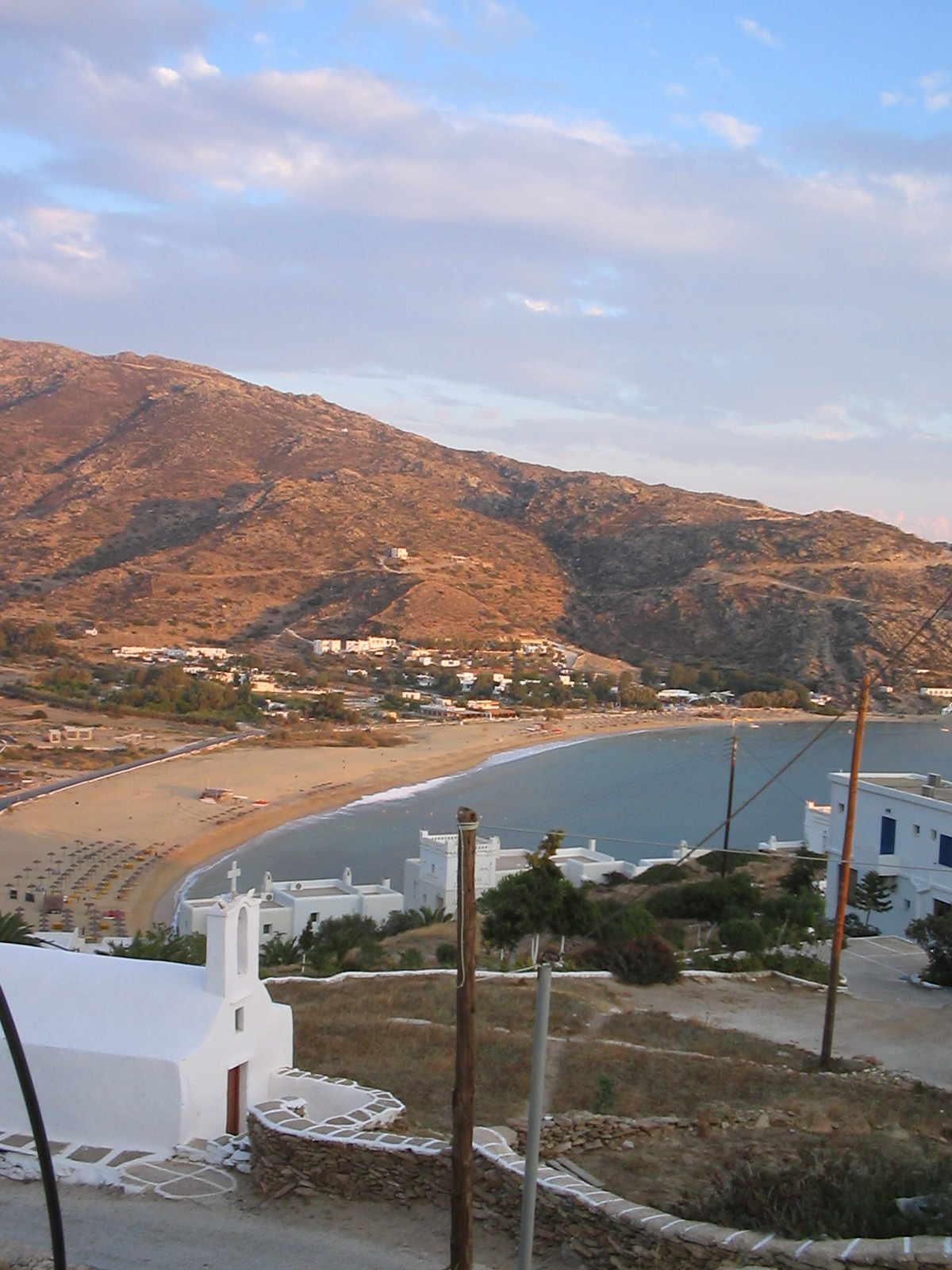
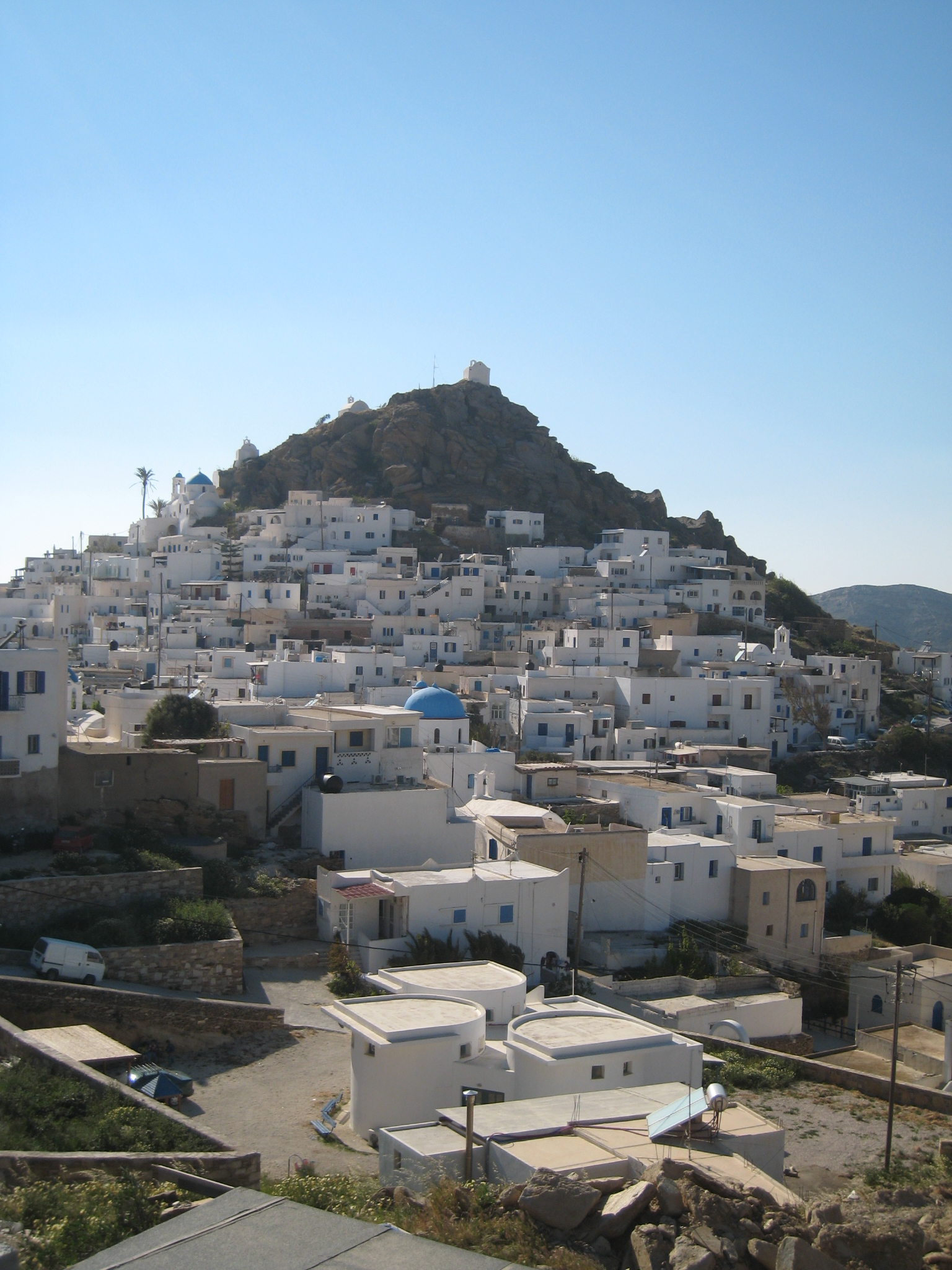